# Simius sapiens
(Dott. Honorius recitando il primo articolo della fede ne Il pianeta delle scimmie)
Simius sapiens (scimmia sapiente) è una razza di primati senzienti dell'universo fantascientifico de Il pianeta delle scimmie. La specie, divisa fra gorilla, oranghi e scimpanzé, è rappresentata in tutte le sue incarnazioni coinvolta in una perpetua lotta per il dominio planetario contro l'uomo in un futuro distopico, sebbene ci siano spesso mediatori, sia umani che scimmie, che tentano di intervenire come sostenitori d'armonia razziale.
Creati dall'autore francese Pierre Boulle come antagonisti del suo romanzo Il pianeta delle scimmie, l'ascesa delle scimmie fu concepita come simbolico del pericolo del perbenismo moderno. Gli adattamenti cinematografici scartano questa interpretazione a favore di altre questioni moderne: nella prima serie di film, le scimmie sono simboliche della segregazione razziale, mentre nel reboot illustrano il maltrattamento delle scimmie reali tenute come animali da compagnia e di laboratorio.
Nella serie di film originali e il remake di Tim Burton, le scimmie vengono rappresentate da attori con trucco prostetico, mentre quelle della serie reboot sono realizzate tramite il motion capture.

## Rappresentazioni

### Nel romanzo
L'autore Pierre Boulle dichiarò in un'intervista che fu ispirato nel creare le scimmie sapienti osservando i gorilla in uno zoo. Egli fu colpito dai loro movimenti antropomorfi, e riflesse sulla parentela tra gli umani e le grandi scimmie. Ancora scosso dalla rapida disintegrazione dell'Impero coloniale francese dopo la seconda guerra mondiale, Boulle rappresentò le scimmie forgiando la loro civiltà approfittando della pigrizia dei loro predecessori umani ormai resi deboli per il loro benessere.
Le scimmie del romanzo sono indigene di Soror, il secondo pianeta a partire da Betelgeuse, l'astro del sistema di Betelgeuse o Alfa di Orione, una stella supergigante rossa. Dista dalla Terra trecento anni luce. È un mondo assai somigliante alla Terra, di cui ha più o meno lo stesso volume, la stessa composizione atmosferica, una flora e una fauna del tutto simili. La temperatura media è di circa 25 °C.
Le scimmie sono divise in tre caste, i gorilla, gli orangutan e gli scimpanzé:
- I gorilla, simbolo vivente della forza, sono i discendenti dei signori possidenti. Oggi sono dirigenti ed amministratori, la loro passione è la caccia. Hanno scritto pochi ma significativi libri, come ad esempio Necessità di una solida organizzazione alla base della ricerca e Organizzazione delle grandi cacce all'uomo nel continente verde.
- Gli orangutan, che hanno nel dotto Zaius il loro rappresentante, sono la casta degli scienziati. Sono noti per essere saccenti e conservatori, dotati soprattutto di un'ottima memoria ma di scarsa elasticità mentale. Scrivono i libri scolastici, ma si limitano a ricalcare le orme dei testi precedenti senza aggiunte originali.
- Gli scimpanzé sono gli elementi attivi della scienza, coloro che tendono a fare evolvere la società, tentando anche di abbattere le barriere razziali fra le tre caste. Quasi tutte le scoperte scientifiche sono dovute loro.

La civiltà scimmiesca esiste da diecimila anni, e il suo progresso attuale ricorda molto da vicino il XX secolo terrestre. Sebbene si pensi ai primi viaggi spaziali, è evidente una relativa arretratezza in campo scientifico delle scimmie. Verso la fine del libro verranno spiegati l'origine e il motivo di questa inattività scientifica: una rapidissima evoluzione della scimmia e l'arrendevolezza della razza umana portarono su Soror il predominio dei quadrumani ed una progressiva involuzione umana. Le scimmie, quindi presero possesso delle nozioni scientifiche umane ma solo per un istinto d'imitazione, riproducendone le gestualità e le azioni, e spiegando quindi il motivo di questo lungo periodo di stagnazione. Anche la causa dell'accanimento scimmiesco in campo biologico viene spiegato attraverso l'origine: le scimmie venivano infatti sfruttate soprattutto come cavie. Tale fenomeno è compensato in campo sociale, poiché fra le scimmie non esistono infatti guerre o nazioni.
Il governo abbraccia tutto il mondo, ed è formato da tre camere corrispondenti alle tre razze presenti su Soror. Si può presupporre che in passato vi fossero state distinzioni sociali e razziali, visto che nel romanzo si accenna all'abolizione di barriere che poi furono superate e a gorilla raffigurati in antichi dipinti indossanti uniformi con i galloni mentre si preparavano alla guerra.

### Nei film

#### Serie originale

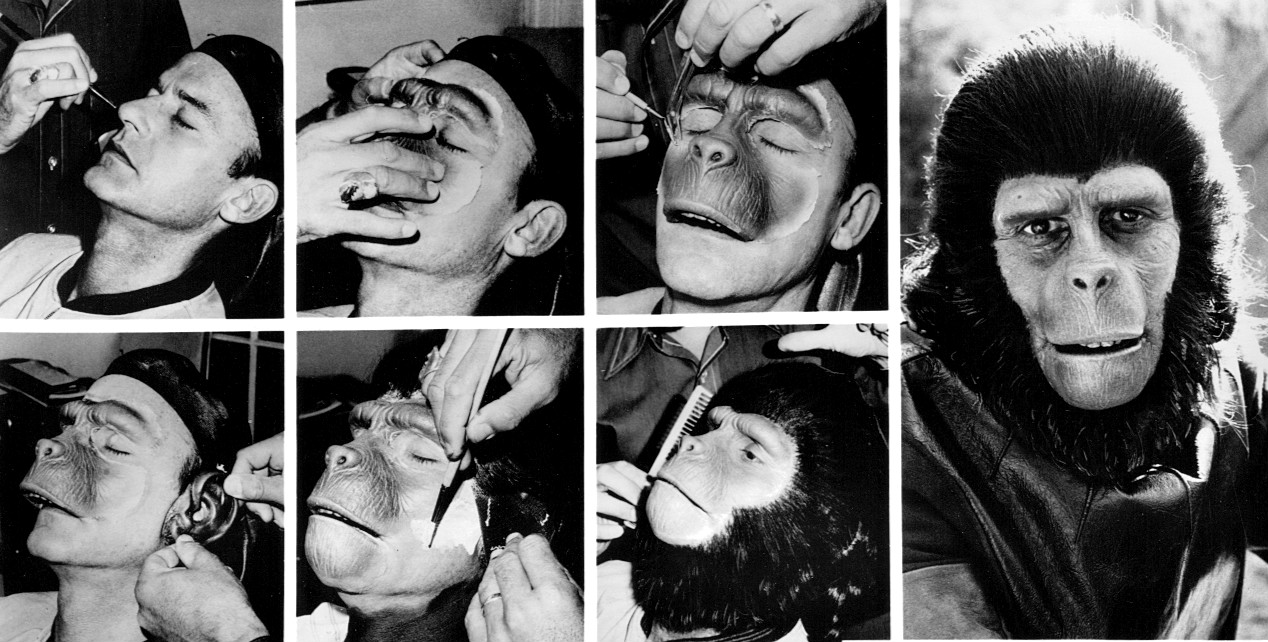
Trucco applicato su Roddy McDowall per la serie televisiva del 1974

Nella serie originale cominciata da Il pianeta delle scimmie nel 1968, la società delle scimmie è caratterizzata da una forte segregazione razziale fra i gorilla, gli oranghi e gli scimpanzé, in contrasto con il romanzo di Boulle in cui, sebbene ci sia un elemento di disprezzo fra le varie specie, non ci sono discriminazioni razziali istituzionali. Gli oranghi dei film si trovano al vertice della società come capi religiosi, burocratici e politici, mentre gli scimpanzé vengono rappresentati come intellettuali pacifisti che svolgono il ruolo di accademici, scienziati e dottori. I gorilla, in contrasto, sono relegati all'esercito, le forze dell'ordine e ai lavori manuali. Secondo il regista Franklin Schaffner, intendeva dimostrare paralleli tra la società scimmiesca dei film e le ingiustizie razziali degli Stati Uniti contemporanei, e lo sceneggiatore Michael Wilson vide il film come un'opportunità di esprimere i suoi sentimenti sui problemi del razzismo e della guerra del Vietnam in modo indiretto, siccome i suoi copioni precedenti furono scartati dagli studi cinematografici ancora scossi dal maccartismo del decennio precedente. Echeggiando i timori contemporanei di guerra nucleare, le scimmie del film s'impadroniscono del pianeta sulle rovine post-belliche della civiltà umana, contrariamente al romanzo dove spodestano gli umani dopo un lungo periodo di declino culturale e mentale.
Il trucco applicato sugli attori che rappresentavano le scimmie fu opera di John Chambers, il creatore delle orecchie iconiche di Spock. Siccome gli attori dovettero rimanere truccati per 12-18 ore al giorno, Chamber's fabbricò le maschere con dei pori per permettere la fuoriuscita di sudore. Gli attori furono inoltre obbligati a consumare cibi molli con le cannucce. Con l'eccezione dell'attrice Kim Hunter, i cui occhi blu rendevano il suo personaggio più umano, tutti gli attori portarono lenti di contatto marroni, e i loro capelli e peli lungo le braccia derivarono da capelli umani esportati dalla Corea. Per contrastare la voce nasale prodotta dalle maschere, gli attori furono obbligati a proiettare la voce tramite il palato duro. Secondo lo sceneggiatore Rod Serling, le scimmie nei primi abbozzi del film sarebbero state più fedeli a quelle del romanzo di Boulle, disponendo di tecnologia paragonabile a quella del ventesimo secolo, ma con le macchine e porte più basse e più larghe per meglio accomodare l'anatomia dei loro proprietari. Fu infine deciso di rendere la specie più primitiva per questioni di budget.
L'origine delle scimmie sapienti viene rivelata in 1999: conquista della Terra, in cui viene spiegato che nel 1983 una pandemia spaziale ha portato all'estinzione tutti i cani e i gatti del mondo. Le scimmie furono assunte per rimpiazzarli come animali da compagnia, ma furono presto trasformati in schiavi. Nel 1991, lo scimpanzé Cesare capeggia una rivolta contro gli umani, causando un tumulto geopolitico che, come rivelato in Anno 2670 - Ultimo atto, risulta in una guerra nucleare che conclude con la distruzione di tutte le grandi città. Sebbene Cesare tenta di integrare gli umani nella sua nuova società post-bellica, i suoi tentativi risultano invano, poiché nel 3978, come rivelato ne Il pianeta delle scimmie, gli umani sono ridotti allo stato di bestie mute e disprezzate dalle scimmie, ormai capeggiate da una cricca di oranghi conservatori che intendono nascondere le vere origini della loro civiltà, narrando invece che le scimmie siano stati creati nell'immagine dell'onnipotente e che gli umani siano sempre stati creature selvagge e primitive.

#### Planet of the Apes - Il pianeta delle scimmie(2001)
Contrariamente alla serie precedente, la società delle scimmie nel remake non è rigidamente stratificata, e le scimmie stesse sono rappresentate come ancora più primitive, non disponendo di armi da fuoco. Le scimmie, infatti, temono gli umani per ragioni che rispecchiano la pseudoscienza della degenerazione razziale, credendo che il loro benessere gli stiano indebolendo di fronte agli umani numericamente superiori. Secondo Burton stesso:
(Tim Burton (2001))
Fox considerò rappresentare le scimmie tramite il CGI, ma Burton insistette sull'utilizzo del trucco prostetico. Stan Winston fu inizialmente assunto per il trucco prostetico delle scimmie, ma abbandonò il progetto per differenze creative, venendo successivamente rimpiazzato con Rick Baker. Baker vide il film come un'opportunità per migliorare la sua abilità nel rappresentare scimmie realistiche, siccome fu insoddisfatto dal suo lavoro su King Kong di Dino De Laurentiis. Baker fu precedentemente coinvolto nel realizzare le scimmie di Greystoke - La leggenda di Tarzan, il signore delle scimmie, Gorilla nella nebbia e Il grande Joe. Ci vollero quattro ore e mezza per indossare il trucco e un'ora e mezza per toglierlo. Burton insistette che le scimmie fossero più animalesche di quelle della serie precedente, scalando i muri, balzando dalle finestre e infuriandosi quando arrabbiate. Per un mese e mezza prima delle riprese, gli attori che rappresentavano le scimmie andarono a una "scuola per le scimmie" per meglio imitare i movimenti delle varie specie.
La società scimmiesca del remake ha origine nel 2029, quando la stazione spaziale Oberon si schianta sul pianeta Ashlar nel tentativo di rintracciare un astronauta andato perso mentre cercava il suo scimpanzé Pericles, precedentemente mandato come cavia in una tempesta elettromagnetica. I superstiti umani, per meglio difendersi contro le specie ostili indigene del pianeta, cominciano a modificare geneticamente le loro scimmie di laboratorio per creare un esercito, rendendole servili ma contemporaneamente più intelligenti. Uno scimpanzé di nome Jonathan, figlio di Pericles, si ribellò contro i suoi padroni, massacrando molti umani ed esiliando tanti altri nelle foreste di Ashlar. Jonathan successivamente scartò il suo nome umano a favore di Semos, un anagramma di "Moses". Nel 5021, Semos è diventato una figura divina nella religione delle scimmie, e il sito dove giacono le rovine dell'Oberon viene chiamato Calima (chiamato così per via delle uniche lettere rimaste visibili sulla dicitura "CAution LIve aniMAls). Gli umani discesi dai superstiti dell'Oberon sono divisi in molteplici tribù primitive che vengono spesso sfruttati dalle scimmie come schiavi o animali domestici. Ci sono però elementi liberali nella società che tentano di promuovere la coesistenza pacifica fra le due specie.

#### Serie reboot
Per L'alba del pianeta delle scimmie, che ignora la continuità stabilita da Tim Burton, lo sceneggiatore e produttore Rick Jaffa e sua moglie Amanda Silver cominciarono a sviluppare una nuova saga, basandosi su storie ricattate dai press clipping riguardo agli scimpanzé tenuti come animali da compagnia, che inevitabilmente crebbero e divennero incontrollabili. Fecero inoltre ricerche sui traumi subiti dalle scimmie di laboratorio, intendendo girare un film basato su questi temi di maltrattamento degli animali.
Nel rappresentare le scimmie, fu deciso di scartare i costumi a favore del motion capture, fornito da Weta Digital. Gli attori portarono dei pesi sulle braccia e le gambe per dare ai personaggi un'andatura più scimmiesca che umana e rallentarono i loro dialoghi per renderli meno umani. Per differenziare i movimenti dei gorilla da quelli degli scimpanzé, gli attori che rappresentarono i primi assunsero una postura col didietro alzato, mentre gli ultimi assumerono una postura più accovacciata. Nella rappresentazione degli oranghi, gli attori dovettero rallentare i loro movimenti fino a quasi essere immobili, e porre la maggior parte della loro forza fisica nel muoversi sulle braccia.
L'ascesa delle scimmie del reboot ha inizio quando un retrovirus creato per curare malattia di Alzheimer nominato ALZ-113 aumenta l'intelligenza delle scimmie di laboratorio. Queste, sotto la guida dello scimpanzé Cesare, fuggono nel Muir Woods National Monument mentre il virus decima gran parte del genere umano, essendo mutato in un letale patogeno. Lungo un decennio, le scimmie comunicano fra di loro tramite la lingua dei segni americana, ma dimostrano una graduale capacità di parlare vocalmente. Le ostilità fra le scimmie e gli umani superstiti viene innescata da Koba, un bonobo bellicoso che mina l'autorità di Cesare e causa uno scisma fra le scimmie che desiderano vivere con gli umani in pace e quelle intente a combatterli. Dopo che il virus riemerge nei superstiti umani, privandoli della loro capacità di parlare, una fazione di umani tenta di sterminare le scimmie con l'aiuto di primati leali alla memoria di Koba. Infine, Cesare, ormai moribondo, guida il suo popolo a un'oasi lontano dagli insediamenti umani, portando insieme a lui una bambina umana nella speranza di stabilire un futuro in cui l'uomo e la scimmia possano vivere in armonia.